# ZALA 421-20
ZALA 421-20 — беспилотный самолёт марки ZALA большого радиуса действия (до 120 км), способный комбинировать на борту различные системы, среди которых аэронавигация, автоматическая расшифровка данных, лазерное целеуказание и целевые нагрузки высокого разрешения. Длительные испытания подтвердили возможность работы аппарата в разных погодных условиях и при различных ветровых нагрузках. БПЛА производится ижевской компанией ZALA AERO GROUP. Предназначен для долговременного наблюдения за объектами на значительном удалении, охраны границ и периметров предприятий, мониторинга нефтегазопроводов, для решения разведывательных задач и мониторинга мест чрезвычайный происшествий, таких как пожары и наводнения. Может использоваться для транспортировки грузов в труднодоступные районы.

## Конструкция
БПЛА построен по стандартной аэродинамической схеме с хвостовым оперением, установленном на двух балках. Конструкция представлена в изменённом проекте: разработан специальный профиль для размещения внутри крыльев самолёта встроенных топливных баков, позволивших увеличить продолжить работы комплекса до 6-8 часов. Старт и посадка аппарат производится с грунтового покрытия, по-самолётному.

## Тактико-технические характеристики
- Радиус действия видео/радиоканала 50 км / 120 км
- Продолжительность полета 6-8 ч
- Габариты БЛА 6000*5500*1000 мм
- Максимальная высота полета 5000 м
- Взлет по самолётному
- Посадка по самолётному
- Тип двигателя ДВС толкающий Limbach L550E[4]
- Скорость 90-220 км/ч
- Размах крыла 6 м
- Максимальная взлетная масса 200 кг
- Масса целевой нагрузки до 50 кг
- Навигация ИНС с коррекцией GPS/ГЛОНАСС, радиодальномер
- Диапазон рабочих температур −30 °C…+40 °C

## Приложения
1. ↑  Новости ВПК. Полномасштабные испытания беспилотника ZALA-421-20 начнутся в 2011 году Архивная копия от 16 января 2014 на Wayback Machine
2. ↑  Сайт производителя. БПЛА ZALA 421-20 Архивная копия от 16 января 2014 на Wayback Machine
3. ↑  SpaceDaily. ZALA AERO Unveils ZALA 421-20 Архивная копия от 16 января 2014 на Wayback Machine
4. ↑  missiles. ROTAXозамещение. Missiles.Ru (4 декабря 2015). Дата обращения: 18 октября 2022. Архивировано 18 октября 2022 года.